# Wasilij Łuckin
Wasilij Konstantinowicz Łuckin (ros. Василий Константинович Луцкин, ur. 5 kwietnia 1914, zm. ?) – radziecki działacz partyjny i państwowy.
Od 1940 należał do WKP(b), 1948-1949 był sekretarzem Komitetu Obwodowego Komunistycznej Partii (bolszewików) Białorusi w Brześciu, później II sekretarzem tego komitetu. Od marca 1959 do stycznia 1963 był przewodniczącym Komitetu Wykonawczego Brzeskiej Rady Obwodowej, od stycznia 1963 do 11 grudnia 1964 przewodniczącym Komitetu Wykonawczego Brzeskiej Wiejskiej Rady Obwodowej, a od grudnia 1964 do lutego 1974 przewodniczącym Komitetu Wykonawczego Mohylewskiej Rady Obwodowej.

## Odznaczenia
- Order Lenina
- Order Rewolucji Październikowej
- Order Czerwonego Sztandaru Pracy (trzykrotnie)
- Order „Znak Honoru”